# 森太陽
森 太陽
2004年9月11日 - ）は、日本の子役。スマイルモンキー所属。
身長171cm。趣味は料理。特技は司会、早口。

## 出演作品

### テレビドラマ
- ちびまる子ちゃん（2013年） - 永沢君男 役

### テレビ番組
- 人生が変わる1分間の深イイ話（2013年）
- SmaSTATION!!（2013年）
- 今すぐ使える豆知識 クイズ雑学王（2014年）
- 地方創生がニッポンを変える〜子どもたちへの贈り物〜（2015年）
- リンカーン芸人大運動会（2015年 - ） - 競技アシスタント
- おはスタ645（2016年）
- シャキーン!（2016年）
- 痛快TV スカッとジャパン（2016年） - 佐々木大斗 役
- 鬼問 怒れる子どものモンスタークエスチョン（2016年） - 鬼セブン

### CM
- 永谷園 お茶漬け海苔（2012年）
- 花王 クイックルワイパー（2012年）
- NTTドコモ キッズケータイ（2012年）
- 日本コカ・コーラ 爽健美茶（2012年）
- エポスカード（2013年）
- 日本マクドナルド ハッピーセット トランスフォーマー（2013年）
- ベネッセコーポレーション（2014年）
- スカパー!
- セブン-イレブン
- 大正製薬 コーラック

### VP
- ベネッセコーポレーション チャレンジイングリッシュDVD（2015年）

### スチール
- 京王百貨店 入学スーツ（2012年）
- 日本生命保険（2012年）
- ベネッセコーポレーション（2013年）